# Бијанко
Бијанко (итал. Bianco) је насеље у Италији у округу Ређо ди Калабрија, региону Калабрија.
Према процени из 2011. у насељу је живело 3543 становника. Насеље се налази на надморској висини од 10 м.

## Становништво
| 1931. | 1936. | 1951. | 1961. | 1971. | 1981. | 1991. | 2001. | 2011. |
| ----- | ----- | ----- | ----- | ----- | ----- | ----- | ----- | ----- |
| 3.971 | 4.081 | 4.851 | 4.261 | 3.357 | 3.543 | 3.873 | 4.047 | 4.125 |